# Nycheuma coronata
Nycheuma coronata är en insektsart som beskrevs av Asche 1988. Nycheuma coronata ingår i släktet Nycheuma och familjen sporrstritar. Inga underarter finns listade i Catalogue of Life.